# Christoffer Hvas
Christoffer Hvas (22. juni 1598 på Mors - 18. februar 1658 i København) var en dansk officer, søn af Jens Mikkelsen Hvas (død 1602) og Ingeborg Tygesdatter Kruse. 
Det er sandsynligt, at han har tilbragt nogen tid af sin ungdom i udlandet for at lære krigshåndværket. Omtrent 1619 kom han i besiddelse af fædrenegaarden Kås, som han imidlertid afhændede i begyndelsen af trediverne og ombyttede med Hennegård i Vester Horne Herred. 1635 blev han lensmand på Ørum Slot i Thy og havde det i forlening indtil 1650, da Pandum overdrogs ham i steden. Som godsejer viste han sin driftighed ved 1639 at oprette gården Søvig, ligeledes i Vester Horne Herred, og at han i det hele taget nød anseelse, kan skønnes deraf, at han 1648, skønt hørende til den lavere adel, fik et stort antal stemmer til rigsrådet. 
Hvas væsentligste virksomhed falder dog som krigsmand. Allerede 1625, ved Christian IV’s deltagelse i Trediveårskrigen, fik han bestalling til at oprette og føre et kompagni til hest, hvorved han, efter en datters udsagn, "tilsatte den første Del af hans Midler". 1633 udnævntes han til ritmester for et af de 3 rytterkompagnier, som da udgjorde den jyske rostjeneste, og 1643 ved Torstensons overfald rykkede han i felten i samme egenskab. Han såredes under krigen og hædredes af Christian IV for sit forhold. 1648 udnævntes han til oberstløjtnant ved det jyske rytteri.
1657, da krigen mod Sverige forberedtes, blev han rytteroberst. Hans 1000 heste stærke regiment blev dannet så hurtig, at det allerede i februar kunde rykke ind i Holsten, hvor det indlemmedes i hovedhæren under Anders Bille. I det store krigsråd, som denne afholdt på efterretning om Karl Gustavs marche fra Polen, fandtes også Hvas, der udtalte sig for at opgive frontallinjen Lybek-Hamborg som kampstilling og i det sted indtage en flankestilling ved marsklandene, en plan, der i hovedsagen også fulgtes, men som bekendt fik det ulykkeligste udfald. 
Hvas regiment splittedes som de øvrige afdelinger. En del under oberstløjtnant Niels Lykke gik til det nordlige Jylland og fangedes senere her, medens Hvas med resten tyede til Fyn. Han søgte forgæves her at få regimentet organiseret på ny og blev derpå i november kaldt over til Sjælland for at holde strandvagt. Som fredsunderhandlingerne stod på, døde han. 1630 havde han ægtet Anne Staverskov, datter af Fastie Staverskov og Christence Krag.